# Achelousaurus horneri
Achelousaurus horneri Sampson, 1995 è un genere di dinosauro ceratopside erbivoro del periodo Cretaceo superiore del Nord America. La specie, denominata A. horneri, è un tributo al paleontologo Jack Horner.
Lungo circa 4,5 metri, è caratteristico per il fatto di avere, all'estremità posteriore del collare osseo caratteristica della famiglia, due lunghi aculei. Sopra il naso, invece, si trovava un rigonfiamento osseo, che forse sosteneva un rivestimento corneo. Questo animale è spesso considerato un parente prossimo di Pachyrhinosaurus ed Einiosaurus, altri due ceratopsidi del periodo. Alcuni ricercatori sospettano che Achelousaurus non sia altro che una piccola specie di Pachyrhinosaurus.

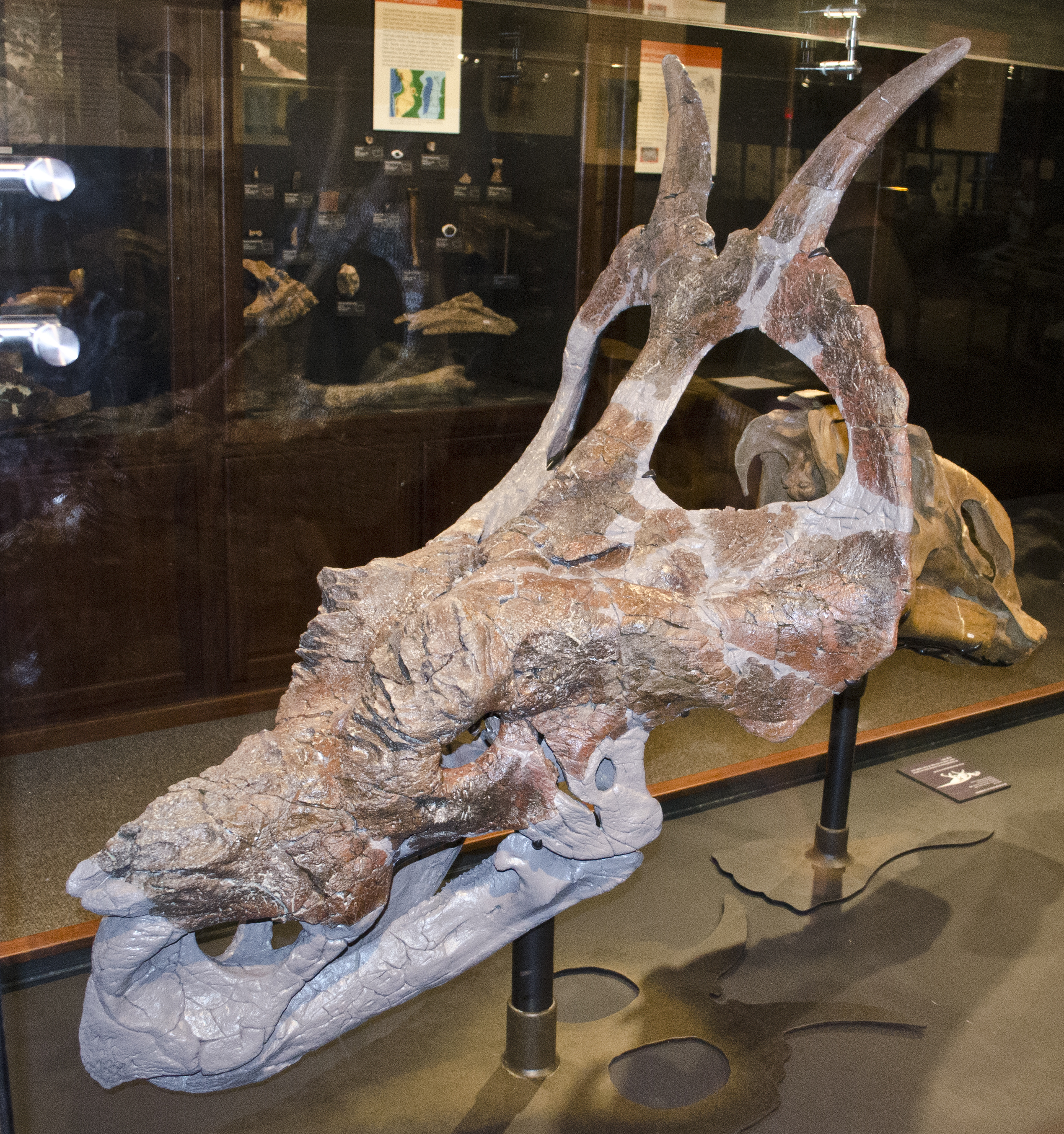
Cranio dell'olotipo in vista laterale